# Leap-Frog
Leap-Frog è un personaggio immaginario dei fumetti pubblicato negli Stati Uniti d'America dalla Marvel Comics; è stato l'alter ego di due personaggi:
- Vincent "Vinnie" Patilio, creato da Stan Lee (testi) e Gene Colan (disegni), esordito in Daredevil (vol. 1[1]) n. 25 (febbraio 1967), ed è un supercriminale avversario di Devil.
- Buford Lange, creato da Brian Michael Bendis (testi) e David Mack (disegni), esordito in Daredevil (vol. 2) n. 19 (agosto 2001) come flashback, ed effettivamente in Wolverine (vol. 3) n. 26 (maggio 2005), ideato da Mark Millar (testi) e John Romita Jr. (disegni).

In Italia negli anni settanta, nelle prime edizioni de L'incredibile Devil, il personaggio venne chiamato dall'Editoriale Corno come "Frog, la rana".

## Biografia dei personaggi

### Vinnie Patilio
Stanco del suo mancato successo come inventore, Vincent Patilio disegnò un costume da rana che incorporava la sua ultima invenzione: un motore elettrico che collegato a delle molle ai suoi piedi gli permetteva di fare salti alti fino a 6 metri.
Chiamandosi Leap-Frog decise di intraprendere una carriera criminale per rifarsi di tutti gli anni di umiliazioni.
La sua prima impresa fu quella di rapinare una gioielleria ma purtroppo per lui fece accidentalmente suonare l'allarme causando così l'intervento di Devil, che dopo averlo sconfitto con facilità lo spedì in prigione.
In seguito Leap-Frog fu contattato da Electro per far parte del gruppo degli Emissari del male composto da ben cinque supercriminali uniti dal solo scopo di sconfiggere Devil, ma, nonostante l'alleanza con Electro, Matador, Stilt-Man e Il Gladiatore, Patilio venne nuovamente sconfitto e arrestato.
Più tardi Leap-Frog fu liberato da Justin Hammer per far parte delle riserve del suo esercito di supercriminali che aveva reclutato allo scopo di sconfiggere Iron Man, ma, anche in questa occasione fu facilmente messo fuori combattimento e mandato per l'ennesima volta in prigione.
Dopo aver scontato la pena Patilio ritornò a casa dalla moglie Rose e il figlio Eugene abbandonando per sempre il crimine e le vesti di Leap-Frog. Il salario di Rose tenne la famiglia finanziariamente stabile finché lei un giorno morì a causa di cancro.
Guadagnando appena abbastanza soldi per sostenere lui e suo figlio, Patilio cadde nella disperazione più nera, cominciando a odiare il suo passato da Leap-Frog. Il figlio Eugene nel tentativo di risollevare il morale del padre decise di indossare il suo vecchio costume allo scopo di crearsi una reputazione da eroe come Uomo Rana.
Patilio fu orgoglioso del figlio che con l'aiuto dell'Uomo Ragno e della Torcia Umana riuscì a catturare il criminale Speed Demon, ma il suo orgoglio cambiò ben presto in disapprovazione a causa dei vari pericoli che il figlio avrebbe potuto correre come supereroe, fu così che Patilio impedì a Eugene di avventurarsi come Uomo Rana.
In seguito quando la criminale Coniglia Bianca fece la sua comparsa causando parecchi problemi alla legge, Patilio fu reclutato in segreto dalla polizia per entrare a far parte della banda guidata dalla criminale e spiarne le mosse.
Questo lo portò in conflitto con il figlio, che inconsapevole delle intenzioni del padre indossò nuovamente il costume da Leap-Frog intenzionato a catturare La Coniglia Bianca.
Alla fine grazie alla collaborazione di Uomo Ragno tutto si risolse per il meglio. Mesi più tardi, dopo aver potenziato il suo vecchio costume da rana Patilio decise di indossarlo per l'ultima volta, intenzionato a fermare un'incursione criminale della Coniglia Bianca e del Tricheco. Con l'aiuto di suo figlio e Uomo Ragno riuscì a fermare i due criminali, ma nonostante se la cavasse ancora bene, decise di abbandonare per sempre sia la carriera di criminale che quella di eroe per dedicarsi unicamente al bene della sua famiglia.

## Altri media

### Televisione
Il personaggio compare nell'ottavo episodio di She-Hulk: Attorney at Law.